# Banshee (personaggio letterario)
Banshee è un personaggio letterario creato dallo scrittore Giancarlo Narciso con lo pseudonimo di Jack Morisco per la collana Segretissimo pubblicata da Arnoldo Mondadori Editore.

## Profilo del personaggio
Oliver McKeown, nome in codice Banshee, è il miglior agente segreto del Joint Intelligence Directorate della Città-Stato di Singapore.
È alto un metro e ottantaquattro centimetri, ha gli occhi verde-grigio e i capelli castani, mentre la sua arma preferita è una SIG Sauer modello Pro 2009 a 9 mm.
Le sue missioni si svolgono principalmente nel Sud Est Asiatico e sono sempre focalizzate a sabotare e prevenire attacchi di gruppi terroristici e/o colpi di stato che possano in qualche modo interferire o disturbare la sovranità e l'economia di Singapore e dei paesi ad essa alleati.
Ha accettato di entrare nei servizi segreti sotto ricatto del Generale Tan Goh Poh in cambio di uno sconto di pena di 7 anni per reati che non aveva commesso.
Come tutti gli altri personaggi immaginari della letteratura spy, è un play-boy eterosessuale di notevole successo, ma a differenza dei suoi "colleghi"  - in primis James Bond -  Banshee è un idealista al quale spesso capita di non condividere, e di criticare, i punti di vista strettamente politici del suo governo nonostante svolga sempre al meglio le sue missioni. Questo perché suo padre, presente in ogni romanzo nei suoi ricordi, che era un membro attivo dell'Irish Republican Army, e quindi perseguitato dagli inglesi, gli insegnò sin da piccolo le differenze tra l'essere un combattente ed essere un terrorista.
Altra peculiarità del personaggio, visto il suo passato da intraprendente esperto di finanza, è quella di sapere decodificare le possibili speculazioni di borsa da parte di gruppi terroristici o di personaggi ad essi legati e quindi avere così un ulteriore motivazione ad agire contro di essi.

## Biografia del personaggio
- 1967 - il 19 settembre nasce a Luang Prabang da Mark McKeown, ex cittadino britannico naturalizzato francese, e Jeanette de Pierrefeu, deve il suo nome a Oliver Plunkett, l'ultimo prete cattolico impiccato dagli inglesi.
- 1989 - si laurea in storia medievale al Trinity College di Dublino per poi iscriversi ai corsi di Business Administration dell'École Nationale des Ponts et Chaussées) di Parigi.
- 1990 - dopo aver ottenuto il Master in BA viene assunto dalla Lazarine & Freres, una banca di investimenti svizzera, e lavora alla sede di Ginevra.
- 1993 - viene trasferito alla branch di Singapore e in breve diviene il più giovane vice presidente nella storia della Lazarine & Freres.
- 1998 - al rientro da una riunione a Jakarta trova la polizia che lo aspetta all'aeroporto di Changi e, prima ancora di capire cosa stia succedendo, si ritrova in cella con un'accusa di truffa sulle spalle, oltre a una dozzina di altri capi d'imputazione. Capirà in seguito che nei vertici della banca qualcuno aveva alterato i libri contabili investendo enormi quantità di denaro sul mercato dei derivati e puntando sulle azioni sbagliate,  causando così un buco superiore all'intero capitale circolante, tanto che, per evitare il fallimento, la Lazarine & Freres deve sarà assorbita dalla Hong Kong and Shanghai Bank. A Singapore, così come in Svizzera, le pene per le truffe ai danni delle banche sono severissime e viene condannato a otto anni, e tutto quello che gli rimane del suo patrimonio, dopo aver pagato gli avvocati e le spese processuali, gli viene confiscato dalla banca. Due settimane dopo la sentenza, sua moglie Louise McKeown, che nel frattempo aveva chiesto e ottenuto il divorzio, sposa Bruce Moriconi, ex-presidente della Lazarine & Freres e vero colpevole dei crimini fatti ricadere su di lui.
- 1999 -  Quando gli mancano ancora sette anni da scontare, il Generale Tan Goh Poh, direttore del G2, la sezione dell'esercito del Joint Intelligence Directorate, l'intelligence delle forze armate di Singapore, gli offre la libertà in cambio dell'arruolamento nel suo servizio e accetta secegliendo come nome in codice quello che era stato di suo padre quando faceva parte dell'IRA: Banshee[1].

## Elenco cronologico delle avventure
Romanzi e racconti con Banshee protagonista in ordine cronologico:
| n.         | anno pubblicazione | tipologia | titolo                                                                | finto titolo originale       | locations                              | collana                                   | numero             | editore          |
| ---------- | ------------------ | --------- | --------------------------------------------------------------------- | ---------------------------- | -------------------------------------- | ----------------------------------------- | ------------------ | ---------------- |
| 1          | 2003               | romanzo   | Banshee: Furia a Lombok                                               | Green Fury                   | Malesia, Singapore, Indonesia          | Segretissimo                              | 1478               | Mondadori        |
| 2          | 2005               | romanzo   | Banshee: Le Tigri e il Leone                                          | Sitting Lion, Roaring Tigres | India, Sri Lanka, Singapore            | Segretissimo                              | 1501               | Mondadori        |
| 3          | 2006               | racconto  | Banshee & il Professionista: 'Dili, notte karaoke dell'Hotel Turismo' | (non presente)               | Timor East                             | M-Rivista del Mistero: "Professional Gun" | 1 volume 19 anno 7 | Alacrán Edizioni |
| 3 Ristampa | 2007               | racconto  | Banshee & il Professionista: Dili, notte karaoke dell'Hotel Turismo   | (non presente)               | Timor East                             | Segretissimo Special: "Professional Gun"  | 28                 | Mondadori        |
| 4          | 2006               | romanzo   | Banshee: L'Arma Birmana                                               | Too Much Confusion           | Birmania, Sigapore, Thailandia         | Segretissimo                              | 1516               | Mondadori        |
| 5          | 2008               | racconto  | Banshee: Dili Overnight                                               | (non presente)               | Timor East                             | Supersegretissimo: "Legion"               | 36                 | Mondadori        |
| 6          | 2009               | romanzo   | Banshee: Manila Sunrise                                               | (non presente)               | Singapore, Palau, Filippine            | Segretissimo                              | 1557               | Mondadori        |
| 7          | 2013               | romanzo   | Banshee: Dossier 636                                                  | (non presente)               | Somalia, Singapore, Hong Kong          | Segretissimo                              | 1600               | Mondadori        |
| 8          | 2014               | romanzo   | Banshee: Alba Rossa a West Papua                                      | (non presente)               | Singapore, Indonesia, Papua New Guinea | Segretissimo                              | 1610               | Mondadori        |
| 9          | 2015               | racconto  | Banshee: Mekong Delta. Sonata per archi e mitraglietta                | (non presente)               |                                        | Segretissimo Special: "Noi Siamo Legione" | 40                 | Mondadori        |

## Elenco cronologico delle spin-off
Romanzi con protagonisti alcuni personaggi appartenenti all'universo Banshee e con Banshee come guest star:
| n.         | anno pubblicazione | titolo                                     | protagonista     | locations                                | collana      | numero    | editore     |
| ---------- | ------------------ | ------------------------------------------ | ---------------- | ---------------------------------------- | ------------ | --------- | ----------- |
| 1          | 2011               | Otherside (firmato come Giancarlo Narciso) | Sergio Biancardi | Indonesia, Thailandia, Cambodia, Messico | Pop2         | (nessuno) | Perdisa Pop |
| 1 Ristampa | 2015               | Otherside (firmato come Jack Morisco)      | Sergio Biancardi | Indonesia, Thailandia, Cambodia, Messico | Segretissimo | 1620      | Mondadori   |

## Personaggi ricorrenti
- Generale Tan Goh Poh, capo del Joint Intelligence Directorate
- Sergio Biancardi, contractor esterno del Joint Intelligence Directorate
- Theresa Moon, responsabile del Field Support del Joint Intelligence Directorate
- Jessica Ong, capo dell'International Security Department
- Terry Munindra, agente del Joint Intelligence Directorate